# デイヴ・ロウントゥリー
デイヴ・ロウントゥリー（David Alexander De Horne Rowntree、1964年5月8日 - ）は、イギリス・コルチェスター生まれのミュージシャン、政治家。イギリスを代表するロックバンド・ブラーのドラマーとして知られる。

## 人物・来歴
ロックバンド・ブラーのドラマーであり、ドラムマシンやパーカッションなどのリズム楽器全般も扱う。グレアム・コクソン不在時のレコーディングの際にはギターも弾き、同じくグレアム不在時のライブでは、バックコーラスも務めた。ドラム・プレイは元々、テクニシャンタイプであったが、近年はパワフルな演奏もするようになった。メンバー中最年長であり、バンド・キャリアの初期にはバンドの会計を担当するなど、メンバーの精神的支柱でもあった。パイロット免許(計器飛行証明)を取得し、自家用ジェット機を操る他、合気道を学ぶ為に来日をするなど多才な趣味の持ち主である。メンバー曰く「ブラーで一番の変わり者」。
母はロンドン・オーケストラのヴィオラ奏者、父は元BBCのサウンドエンジニアという音楽一家に育つ。両親はデイヴにバグパイプを与えたがなじめず、本人はドラムに熱中したという。幼少の頃にはグレアムの父親が主催していたジャズ・スクールに何度か通っていた事があり、学生時代にはグレアムと共にコルチェスターでバンド活動をしていたこともある。その後、2年間ほどフランスでバンド活動をしていたが、バスキングと三流クラブでの演奏で生計を立てる日々が続き、故郷のコルチェスターに戻る。学生時代、テムズ・ポリテクニック(後にグリニッジ大学と統合)で計算機科学を学んでいたこともあり、コルチェスター自治区議会のコンピュータ技術者となった。1988年、プログラマとして働きながら、グレアムの紹介でデーモン・アルバーンが学生時代に結成したブラーの前身となるバンド、サーカスに加入。程なく仕事を辞めロンドンに移り、1990年、ブラーのドラマーとしてメジャー・デビューを果たした。2006年にはサイドプロジェクトとしてザ・エルロンスというバンドを結成している。

## 政治・弁護士活動
2002年に労働党のメンバーとなり、2007年にメリルボーン・ハイストリート区、2008年にチャーチ・ストリート区、2010年の総選挙でシティ・オブ・ウェストミンスター区から労働党の公認で出馬しているが、いずれも保守党候補者と争い落選している。もともと「議席獲得はまずないだろう」と自分でも予測していた。本人は選挙活動を楽しんでおり、自身のことを「活動家」と称して、1軒1軒の民家を意見を聞きながら回っていた。2011年の選挙はノーフォークのノリッジ・サウス区の労働党公認候補を争ったが、候補を獲得することはできず立候補は見送った。
2006年から弁護士を目指し法律を学び始め、2009年にBPPロー・スクールを卒業。その後、ブレイ＆クレイス、エドワード・フェイル・ブラッドショー＆ウォーターソンなどの法律事務所で弁護士補助員を経験した後、ロンドン有数の法律事務所、キングスレー・ナプリーと弁護士見習いとして契約する。2012年9月に事務弁護士資格を取得。弁護士、政治活動を主軸に活動していたが「第一の優先順位はミュージシャンとしての仕事」と公言していた。
2017年5月、地方議会選挙において、ノーフォーク・ノリッジのユニヴァーシティ区から労働党の州議会議員に選出された。

## その他の活動
かつてプログラマであった経験を生かし、1995年初期にEMIのアント・カウチと共にブラーの公式ウェブサイトを制作する。これにより、ブラーは世界で初めて公式ウェブサイトを持ったバンドとなった。
1999年にアニメーション制作会社「ナノメーション」を設立。ビーグル2プロジェクトやMTVなどの番組用にアニメーション制作を行う。2004年のTVシリーズ『エンパイア・スクエア』ではデイヴ自身も監督を務め、同作品は英国アカデミー賞のインタラクティブ・オンライン・エンターテイメント部門にノミネートされた。
天文学に興味のあったアレックス・ジェームスと共にオープン大学のコリン・ビリンガー教授の火星探査プロジェクトに参加。ビリンガー教授から火星探査機マーズ・エクスプレスに搭載された着陸機であるビーグル2が火星に着陸した際のコールサインの制作を依頼される。楽曲制作にはデーモン、グレアムも参加し、完成した曲のタイトルは機体同様「ビーグル2」と名付けられた。2003年12月25日、母船のマーズ・エクスプレスからビーグル2が切り離され火星表面に向かっていることが確認されるも着陸のコールサインである「ビーグル2」が聞こえてくることはなかった。
2009年にイギリスのミュージシャンを中心とした労働組合、FACをビリー・ブラッグ、ケイト・ナッシュらと共同設立し、理事長に就任。メンバーにはレディオヘッドのエド・オブライエンやピンク・フロイドのニック・メイスン、トラヴィスのフラン・ヒーリィなど著名なミュージシャンも名前を連ねている。
2012年頃からDark Destroyerの名義でDJ活動を頻繁に行っている。

## 使用機材

### ドラム
ドラムキットの組込みは幅広く多種多様である。ドラムスティクはプロマーク・7A・アメリカン・ヒッコリーを、シンバルはジルジャンを愛用し続けている。
- ヤマハ
主にバンド初期 ～ アルバム・『ブラー』期まで使用した後、2012年より再び使用
- パール
主に『ブラー』～ アルバム・『シンク・タンク』期まで使用
- スリンガーランド
主に『シンク・タンク』期 ～ 2011年頃まで使用
- ロジャース
コーヒー&TVのミュージック・ビデオで使用

## ディスコグラフィ
- ブラー (Blur)

### コラボレーション
- レフト・ライト - Left Right (2006年) (ザ・エルロンス - The Ailerons)